# Christmas with Weezer
Christmas with Weezer és un EP nadalenc de la banda estatunidenca Weezer, publicat el 16 de desembre de 2008.
Les cançons es van gravar originalment pel llançament del videojoc Christmas with Weezer, exclusivament per iPhone OS. Les cançons del videojoc no tenen lletra i són versions diferents a les de l'àlbum.

## Llista de cançons
| Núm.          | Títol                           | Durada |
| ------------- | ------------------------------- | ------ |
| 1.            | «We Wish You a Merry Christmas» | 1:26   |
| 2.            | «O Come All Ye Faithful»        | 2:04   |
| 3.            | «O Holy Night»                  | 4:04   |
| 4.            | «The First Noel»                | 2:22   |
| 5.            | «Hark! The Herald Angels Sing»  | 1:32   |
| 6.            | «Silent Night»                  | 2:22   |
| Durada total: | Durada total:                   | 12:49  |